# 선택

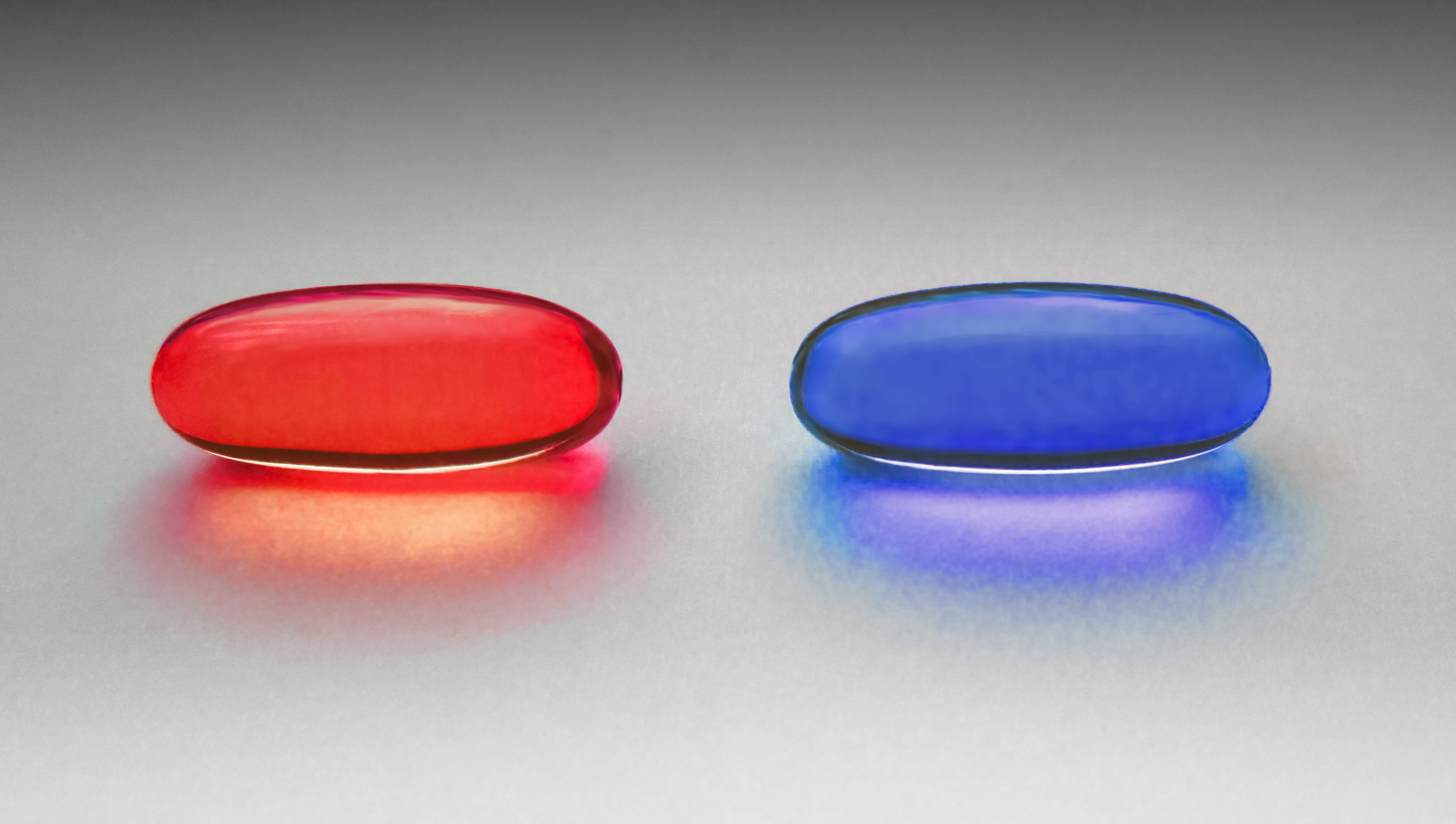
영화 〈매트릭스〉에서 네오에게 빨간약과 파란약 중 하나를 선택할 수 있는 선택권이 주어진다. 빨간 약을 선택하면 네오의 세계의 진실이 드러날 것이고, 파란 약을 선택하면 네오가 계속해서 무지하게 될 것이다. 따라서 네오는 자신이 선택한 결과의 장점을 판단해야 한다.

선택(選擇)은 특정 존재가 고를 수 있는 다양한 것들의 범위이다. 선택에 도달하면 동기 부여 요인과 모델이 포함될 수 있다.
간단한 선택에는 저녁 식사로 무엇을 먹을지, 토요일 아침에 무엇을 입을지 등이 포함될 수 있다. 이러한 선택은 선택자의 전반적인 삶에 상대적으로 낮은 영향을 미친다. 더 복잡한 선택에는 (예를 들어) 선거에서 어떤 후보에게 투표할지, 어떤 직업을 추구할지, 인생의 동반자 등이 포함될 수 있다. 다양한 영향력과 더 큰 파급 효과를 기반으로 한 선택이다.
선택의 자유는 일반적으로 소중히 여겨지지만, 선택이 심각하게 제한되거나 인위적으로 제한되면 선택이 불편해지고 결과가 만족스럽지 못할 수도 있다. 대조적으로, 선택지가 지나치게 많은 선택은 혼란, 만족 감소, 선택하지 않은 대안에 대한 후회, 구조화되지 않은 존재에 대한 무관심으로 이어질 수 있으며,  그리고 어떤 대상이나 과정을 선택하면 필연적으로 통제로 이어진다는 환상을 낳을 수 있다. 그 물건이나 코스는 심리적 문제를 일으킬 수 있다.
어느 시점에서든 내려진 모든 결정과 선택에는 적어도 긍정적이든 부정적이든 그에 따르는 결과가 있다. 인간은 자신의 관계와 연관성을 선택하고 자신의 선택을 통해 삶을 극대화할 수 있는 능력을 가지고 있다. 올루비시 아칸비는 "올바른 선택을 하면 올바른 삶을 살 수 있다."고 말한다.

## 같이 보기
- 쉬나 아이엔가
- 공공선택론, 사회 선택 이론
- 합리적 선택 이론
- 의지